# Azul Do Macaubas

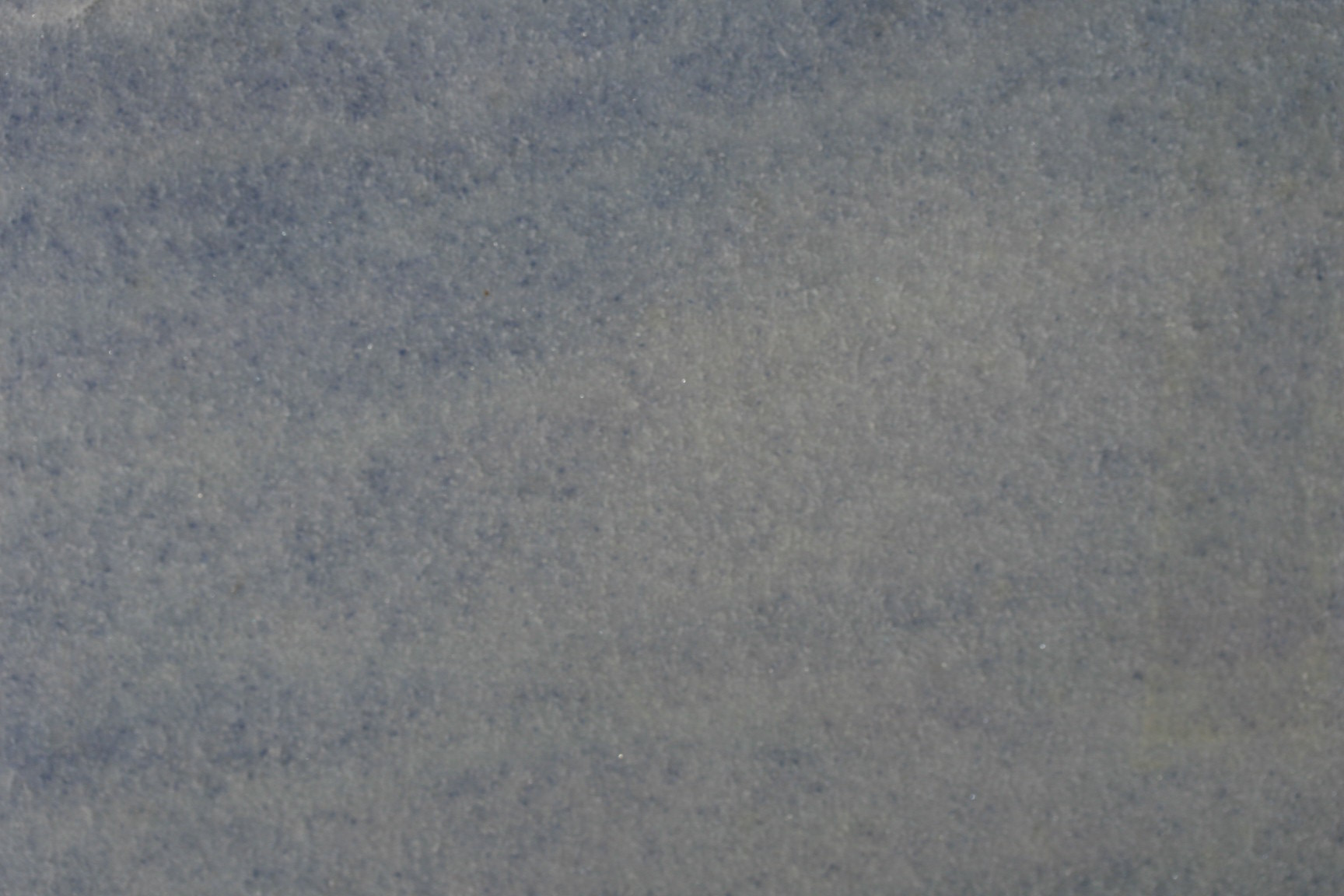
Azul do Macaubas, ein Quarzit aus Brasilien. Muster: ca. 23 × 15 cm

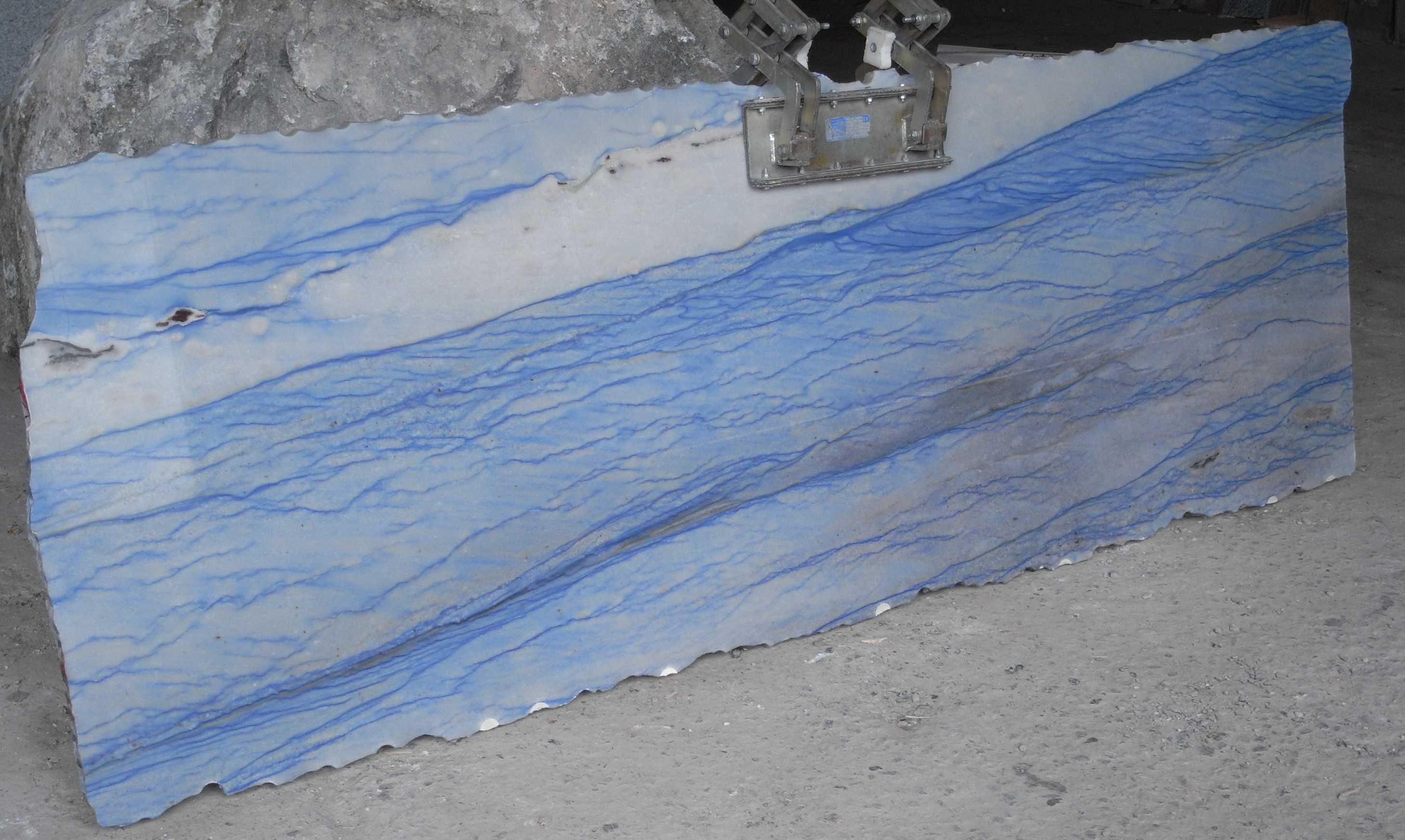
Polierte Rohplatte vom Dumortierit-Quarzit Azul do Macaubas (Brasilien), 260 × 90 cm

Azul do Macaubas mit gelber Aderung, Mustergröße ca. 11 × 8 cm

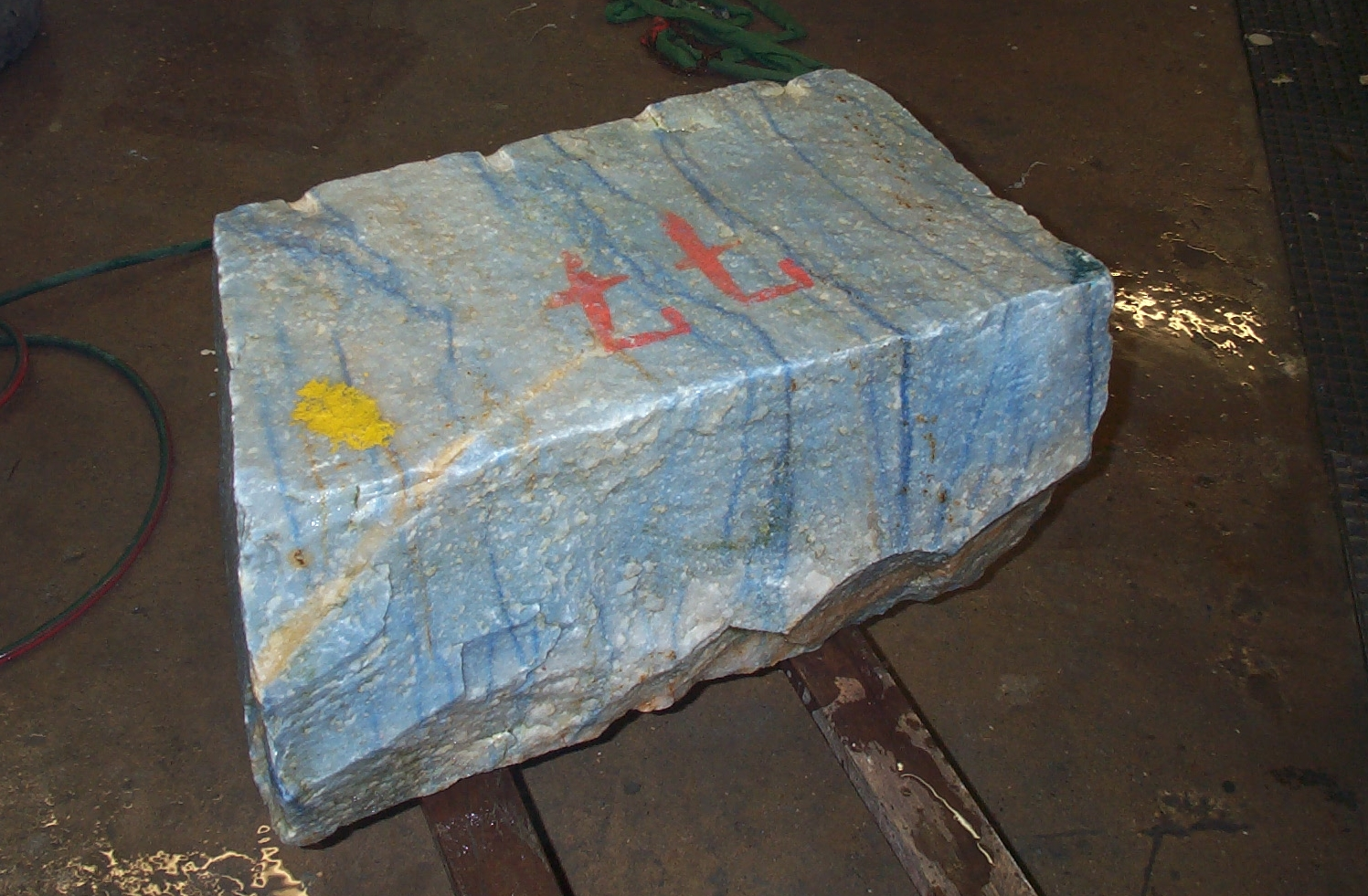
Kleiner Rohblock

Azul do Macaubas (häufig in der Kurzform: Azul Macaubas) ist die Handelsbezeichnung eines Werksteins aus Brasilien. Im geologischen Sinne handelt es sich um einen Quarzit, ein Metamorphit (Umwandlungsgestein). Gelegentlich wird dieser Naturwerkstein nach einem anderen Abbauort auch als Azul Boquira bezeichnet.

## Entstehung, Lage und Zusammensetzung
Azul do Macaubas entstand aus einem quarzreichen Sandstein, der sich unter Hitze und Druck zu einem neuen Gestein, einem Quarzit, mit völlig anderen gesteinstechnischen Eigenschaften umwandelte. Das Alter seiner Lagerstätte wird auf etwa 1,2 Milliarden Jahre geschätzt und sie ist in die stratigraphische Gruppe Espinaço (Präkambrium) eingeordnet. Die Gewinnungsstellen befinden sich westlich von den Ortschaften Macaúbas und Boquira in der brasilianischen Landschaft Serra da Vereda (Bundesstaat Bahia). Über eine Länge von 30 Kilometern erstreckt sich die gesamte Lagerstätte. Die Mächtigkeit der Schichten beträgt bis zu 30 Metern, aber nicht alle Bereiche sind abbauwürdig. Klüfte durchziehen die Lagerstätte und beeinflussen den Abbau von Rohblöcken ungünstig.
Die Lagerstättenverhältnisse zwischen Boquira und Macaúbas sind von einer Vielfalt verwandter und anderer Gesteine begleitet. Beispielsweise treten Chloritschiefer, biotitische Glimmerschiefer, eisenschüssige Quarzite, Itabirite, Amphibolite, Dolomite und Konglomerate auf.
Neben dem Hauptbestandteil Quarz tritt das farbgebende Mineral Dumortierit auf, einem Aluminium-Eisen-Bor-Silikat. Deshalb spricht man im petrographischen Sinne auch von einem Dumortieritquarzit. Typischerweise enthält der Naturstein in Mittelwerten 80 % Quarz, 15 % Dumortierit und bis zu 5 % Muskovit. Gelegentlich ist auch das blaue Mineral Kyanit, sowie Magnetit und Hämatit vertreten.

Für die Sorte Azul Boquira liegt die Zusammensetzung bei ähnlichen Werten. Es sind darin 85 % Quarz, 7 % Muskovit, 5 % Dumortierit und 3 % Kyanit enthalten.

## Eigenschaften und Verwendung
Dieses Gestein zeigt meist eine himmelblaue bis weißblaue gewellte Zeichnung und kann in Gänze (selten) blau gefärbt sein. Gelegentlich treten vereinzelte goldbeige Aderungen als weiteres Strukturmerkmal hinzu. Nicht untypisch für gute Sortierungen sind auch leicht rotviolette bis braunviolette Schattierungen, die von einer Varietät des Minerals Dumortierit stammen.
Der Fond kann von blaugrau bis fast weiß verlaufen.
Ein Verfärbungsproblem, wie bei anderen blauen Natursteinsorten, die das Mineral Sodalith enthalten, besteht bei Azul do Macaubas nicht. Ein Einbau in Bereichen, die durch Dauernässe beansprucht werden, ist nicht zu empfehlen, da dieser Stein teilweise das Mineral Serizit, eine besondere Art von Muskovit-Glimmer, enthält. Dieser kann bei Dauernässe zu einzelnen Verfleckungen aufhellen, was teilweise durch natürliche Vorgänge bereits eingetreten ist.
Quarzite sind Gesteine, die sich durch eine hohe Abriebfestigkeit auszeichnen und dieser Naturstein eignet sich besonders für Bodenbeläge, Küchenarbeitsplatten, Innenausstattung/Möbelteile, Fassaden und Kunstobjekte. In Magdeburg wurde eine 5.500 m² große Fassade eines Geschäftsgebäudekomplexes aus Azul Macaubas mit einer speziellen Befestigungstechnologie versetzt.
In Südeuropa wird er gelegentlich als Grabsteinmaterial eingesetzt.

## Verwendungsbeispiele

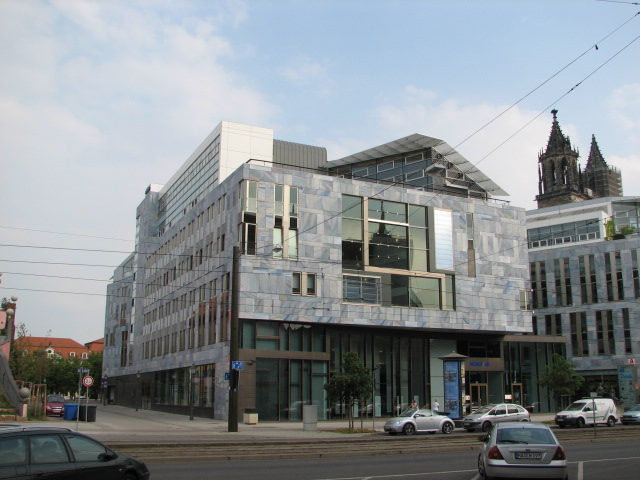
Geschäftsgebäude in Magdeburg mit Fassadenverkleidung aus Azul Do Macaubas

- Wien,  Graben 21, Stele in der Plastikgruppe Die vier Elemente von Helmut Margreiter (1993), vor dem Gebäude der Ersten Österreichischen Spar-Casse-Bank
- Magdeburg, Domplatz/Breiter Weg, Fassade (5.500 m²) des Geschäftsgebäudes der Norddeutschen Landesbank (Bolles+Wilson 2002)[2]

## Abbau, Sortierungen
Das Vorkommen liegt in Brasilien, im Bundesstaat Bahia in der Nähe der Stadt Macaúbas und bei der weiter nördlich gelegenen Ortschaft Boquira.
Azul Macaubas ist heute (2008) einer der teuersten Natursteine weltweit. Im internationalen Natursteinhandel werden exklusive Sorten je nach optischer Qualität in differenzierten Preisen gehandelt. Bei Azul Macaubas können die Preisdifferenzen pro Quadratmeter je nach Farbreinheit und ästhetischem Strukturbild mehrere 100 Euro betragen.
Sehr bekannt und stark nachgefragt sind die himmelblauen Sortierungen. Für die dunkelblauen Varietäten ist es im internationalen Handel üblich, sie als Azul Boquira zu bezeichnen. Trotzdem ist der Oberbegriff Azul Macaubas (seltener: Azul do Macaubas) seit langer Zeit gängig und durchaus zutreffend.
Lange Zeit galt dieses Gestein als einziger Werkstein mit einem signifikanten Dumortieritgehalt. Inzwischen sind auf Madagaskar und in Mosambik (Siracaboe) weitere Lagerstätten entdeckt worden.

Azul Macaubas (ca. 10 × 7 cm)
Azul Macaubas (ca. 10 × 7 cm)
Azul Macaubas (ca. 10 × 7 cm)
Azul Macaubas (ca. 10 × 7 cm)